# کرگدن سفید
کرگدن سفید یا کرگدن دهان-مربعی (Ceratotherium simum) نام یک گونه از خانواده کرگدنان است. کرگدن سفید بزرگ‌ترین و بیشترین تعداد گونه‌های کرگدن حال حاضر در دنیا است. شکل دهان بزرگ و مربعی آن هنگام چریدن کارایی بالایی دارد. این گونه اجتماعی‌ترین گونهٔ کرگدن است.
کرگدن‌های سفید دارای دو زیرگونه هستند: کرگدن سفید جنوبی، با حدود از ۱۹٬۶۸۲ تا ۲۱٬۷۷۷ نمونهٔ وحشی در سال ۲۰۱۵ بوده‌است و زیرگونهٔ بسیار نادر دیگر آن کرگدن سفید شمالی است. زیرگونهٔ شمالی تعداد بسیار کمی از کرگدن‌های باقی‌مانده را تشکیل می‌دهد. تنها وجود دو مورد از این زیرگونه در سال ۲۰۱۸ تأیید شده‌است: (دو ماده: فتو ۱۸ ساله و ناجین ۲۹ ساله)، که هر دو در زیستگاه اصلی خود در کنیا و در اسارت هستند و مأموران مسلح از این دو کرگدن به‌طور شبانه‌روزی محافظت می‌کنند.
سودان، آخرین کرگدن سفید شمالی شناخته شدهٔ نر در ۱۹ مارس سال ۲۰۱۸ در کنیا جان خود را از دست داد. پس از مرگ سودان این زیرگونه از کرگدن سفید عملاً منقرض شده در نظر گرفته می‌شود. یکی از مشکلات اصلی احیای این زیرگونه این بوده که میزان تولید مثل در کرگدن‌های مادهٔ سفید در وضعیت اسارت به دلایلی ناشناخته بسیار کم است.